# Michael Cloud
Michael Jonathan Cloud, né le 13 mai 1975 à Baton Rouge, est un homme politique américain. Membre du Parti républicain, il est élu du Texas à la Chambre des représentants des États-Unis depuis 2018.

## Biographie
Après avoir dirigé le Parti républicain du comté de Victoria, Cloud se présente à la Chambre des représentants des États-Unis lors des élections de 2018. Il entend succéder à Blake Farenthold, démissionnaire après un scandale de harcèlement sexuel. Soutenu par le Club for Growth (en), il remporte au mois de mai le second tour de la primaire républicaine — pour l'élection de novembre — avec environ 60 % des voix face à Bech Bruun.
Le mois suivant, il participe à l'élection partielle pour remplacer Farenthold les derniers mois de son mandat, qui s'achève en janvier 2019. Le 30 juin 2018, Cloud est élu représentant dès le premier tour avec 55 % des suffrages devant le démocrate Eric Holguin (32 %) et sept autres candidats. Il représente le 27e district du Texas, une circonscription qui comprend une grande partie de la côte du Golfe et s'étend jusqu'aux banlieues d'Austin. En novembre 2018, il est élu pour un mandat complet en rassemblant 60 % des voix face à Holguin. Il est réélu en 2020, 2022 et 2024.